# 世にもコルピな物語
世にもコルピな物語 (Tales Along This Road) はフィンランドのフォーク・メタルバンド、コルピクラーニのアルバム。ジャンル「旅メタル」は日本盤発売元サウンドホリック独特の宣伝手法による名称であり、一般的にはフォーク・メタル（民謡メタル）に類する。
ジャケットには、以前のバンド名の由来となったシャーマンが描かれている。

珍妙なアルバム邦題は一般公募で選ばれた。

## 収録曲
1. 痛快！飲んだくれオヤジ - Happy Little Boozer
2. 戦場のコルピクラーニ - Väkirauta
3. 呑めや、歌えや、夏休み - Midsummer Night
4. 黒鷲は飛んで行く - Tuli Kokko
5. 萌えろ、春の舞 - Spring Dance
6. 森の木陰でクールビズ - Under The Sun
7. 立ち上がれ！森の妖精コルピ軍団 - Korpiklaani
8. 漢の勲章〜コルピクラーニ編〜 - Rise
9. 妄想即狂曲 - Kirki
10. 夜の森は危険がいっぱい - Hide Your Riches
11. いい旅、鳥気分 - Free Like An Eagle

## 参加ミュージシャン
- ヒッタヴァイネン Hittavainen- ヴァイオリン、ヨウヒッコ、フルート
- ケーン Cane - ギター
- ヤルッコ・アールトン Jarkko Aaltonen - ベース
- ヨンネ・ヤルヴェラ Jonne Järvelä - ヴォーカル、ギター
- マットソン Matson - ドラムス
- ユーホ Juho - アコーディオン